# كولن كول (لاعب كرة قدم أمريكية)
كولن كول (بالإنجليزية: Colin Cole)‏ هو لاعب كرة قدم أمريكية أمريكي، ولد في 24 يونيو 1980 في تورونتو في كندا.

## وصلات خارجية
- كولن كول على موقع مرجع كرة القدم المحترفة.كوم (الإنجليزية)